# It Takes a Nation of Millions to Hold Us Back
It Takes a Nation of Millions to Hold Us Back ime je drugog albuma američke hip hop skupine Public Enemy, objavljen 19. travnja 1988. Široko cijenjen kao njihov magnum opus, album se redovito nalazi popisima najvećih i najutjecajnijih snimaka svih vremena. Najviše je rangirani album u hip hop žanru uopće. Na Rolling Stoneovoj listi 500 najvećih albuma svih vremena nalazi se na 17. mjestu. Časopis TIME 2006 ga stavlja među 100 najvećih albuma svih vremena.
Enormno utjecajan, njegova mješavina samplovima bogate produkcije The Bomb Squada kao i politički nabijen tekst Chucka D stvorio je od albuma senzaciju, skočivši na 42. mjesto liste najprodavanijih albuma Billboard 200.

## Popis pjesama
1. "Countdown to Armageddon" (C. Ridenhour, E. Sadler, H. Shocklee) – 1:40
2. "Bring the Noise" (C. Ridenhour, E. Sadler, H. Shocklee) – 3:46
3. "Don't Believe the Hype" (C. Ridenhour, E. Sadler, H. Shocklee, W. Drayton) – 5:19
4. "Cold Lampin' With Flavor" (E. Sadler, H. Shocklee, W. Drayton) – 4:17
5. "Terminator X to the Edge of Panic" (C. Ridenhour, N. Rogers, W. Drayton) – 4:31
6. "Mind Terrorist" (C. Ridenhour, E. Sadler, H. Shocklee) – 1:21
7. "Louder Than a Bomb" (C. Ridenhour, E. Sadler, H. Shocklee) – 3:37
8. "Caught, Can We Get a Witness?" (C. Ridenhour, E. Sadler, H. Shocklee) – 4:53
9. "Show Em Whatcha Got" (C. Ridenhour, E. Sadler, H. Shocklee) – 1:56
10. "She Watch Channel Zero?!" (C. Ridenhour, E. Sadler, H. Shocklee, R. Griffin, W. Drayton) – 3:49
11. "Night of the Living Baseheads" (C. Ridenhour, E. Sadler, H. Shocklee) – 3:14
12. "Black Steel in the Hour of Chaos" (C. Ridenhour, E. Sadler, H. Shocklee, W. Drayton) – 6:23
13. "Security of the First World" (C. Ridenhour, E. Sadler, H. Shocklee) – 1:20
14. "Rebel Without a Pause" (C. Ridenhour, E. Sadler, H. Shocklee, N. Rogers) – 5:02
15. "Prophets of Rage" (C. Ridenhour, E. Sadler, H. Shocklee, W. Drayton) – 3:18
16. "Party for Your Right to Fight" (C. Ridenhour, E. Sadler, H. Shocklee) – 3:24

### Reference u naslovima pjesama
Naslovi određenih pjesama upućuju na druge naslove iz popularne kulture:
- Na naziv pjesme Louder Than a Bomb utjecao je naslov albuma skupine The Smiths Louder Than Bombs.[7]
- Party for Your Right to Fight je rearanžman pjesme Beastie Boysa (You Gotta) Fight For Your Right (To Party).

## Suradnici
- Professor Griff – vokali
- Chuck D – vokali
- Steven Ett – miksanje
- Fab 5 Freddy – vokali
- Flavor Flav – vokali
- Glen E. Friedman – fotografija
- John Harrison – ton majstor
- Rod Hui – miksanje
- Jeff Jones – ton majstor
- Rick Rubin – izvršni producent
- Carl Ryder – producent
- Nick Sansano – ton majstor
- Hank Shocklee – programiranje, producent
- Terminator X – turntables
- Chuck Valle – ton majstor
- Eric "Vietnam" Sadler – programiranje, pomoćnik producentu
- Norman Rogers – scratching
- Bill Stephney – nadzornik produkcije
- Eric Johnson – vokali
- Oris Josphe – vokali
- Johnny Juice Rosado – scratching, turntables
- Greg Gordon – ton majstor
- Jim Sabella – ton majstor
- Keith Boxley – miksanje
- Chuck Chillout – miksanje
- Matt Tritto – ton majstor
- Harry Allen – vokali
- Christopher Shaw – ton majstor